# Pieter Bruegel de Oude

De toren van Babel, olieverf op eiken paneel, 114 × 155 cm (Kunsthistorisches Museum, Wenen)

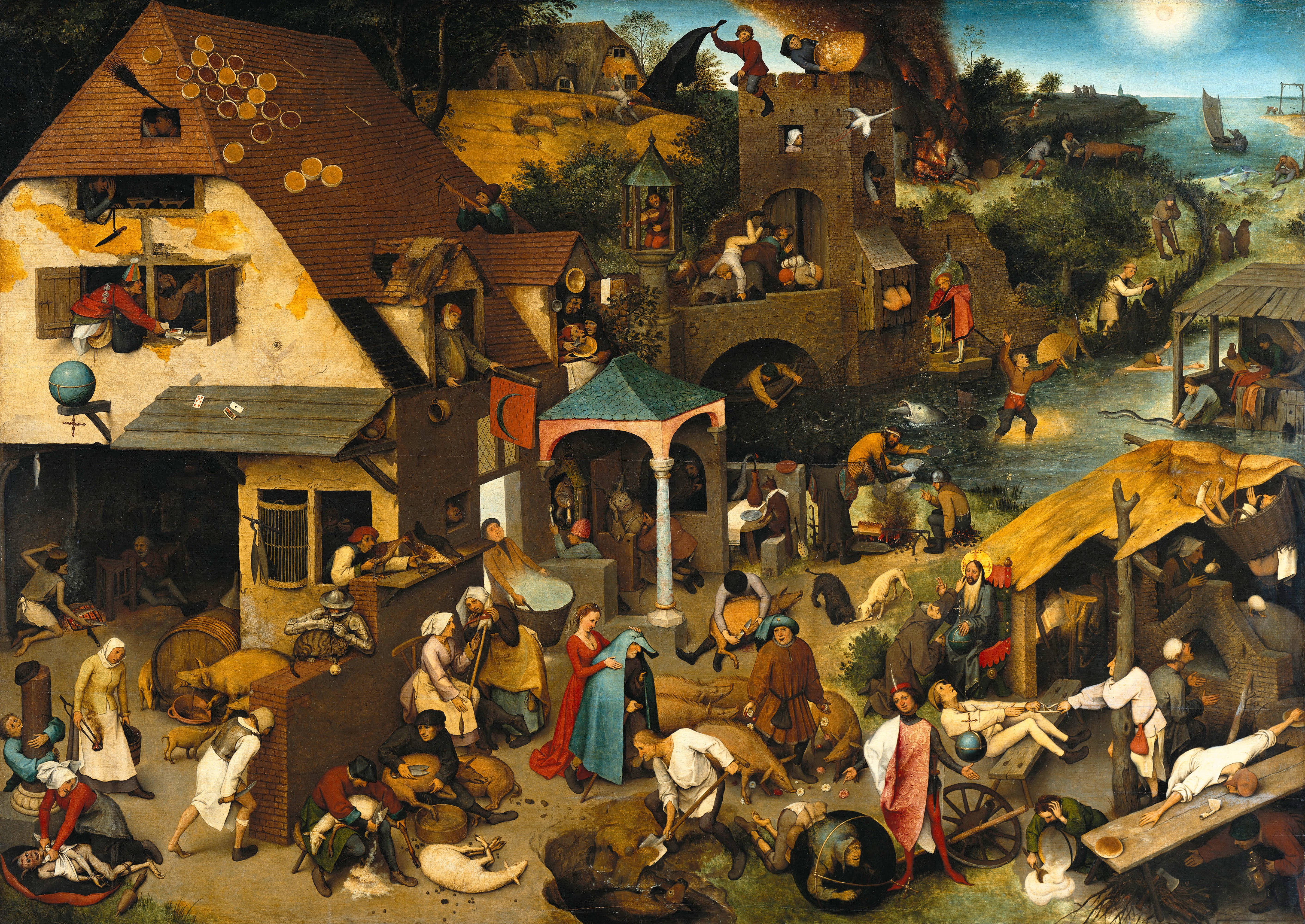
Nederlandse spreekwoorden, olieverf op paneel, 117 × 163 cm, 1559 (Staatliche Museen zu Berlin)

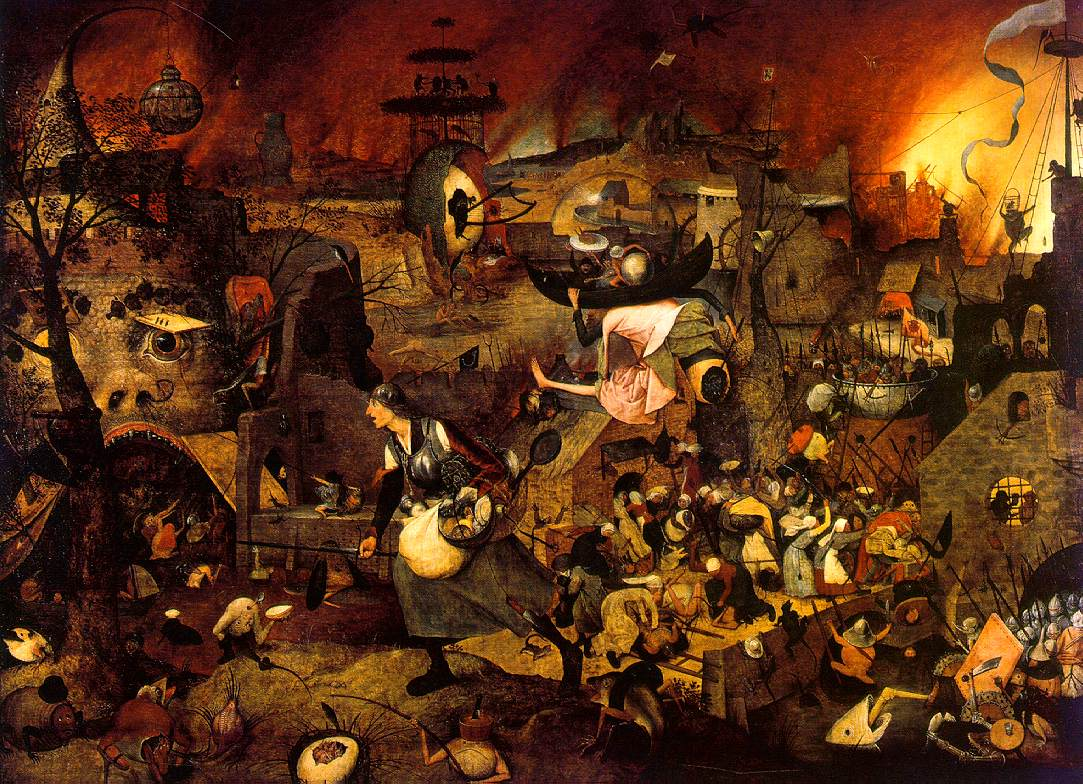
Dulle griet, 1561, olieverf op eiken, 74 × 98 cm (Museum Fritz Mayer van den Bergh, Antwerpen)

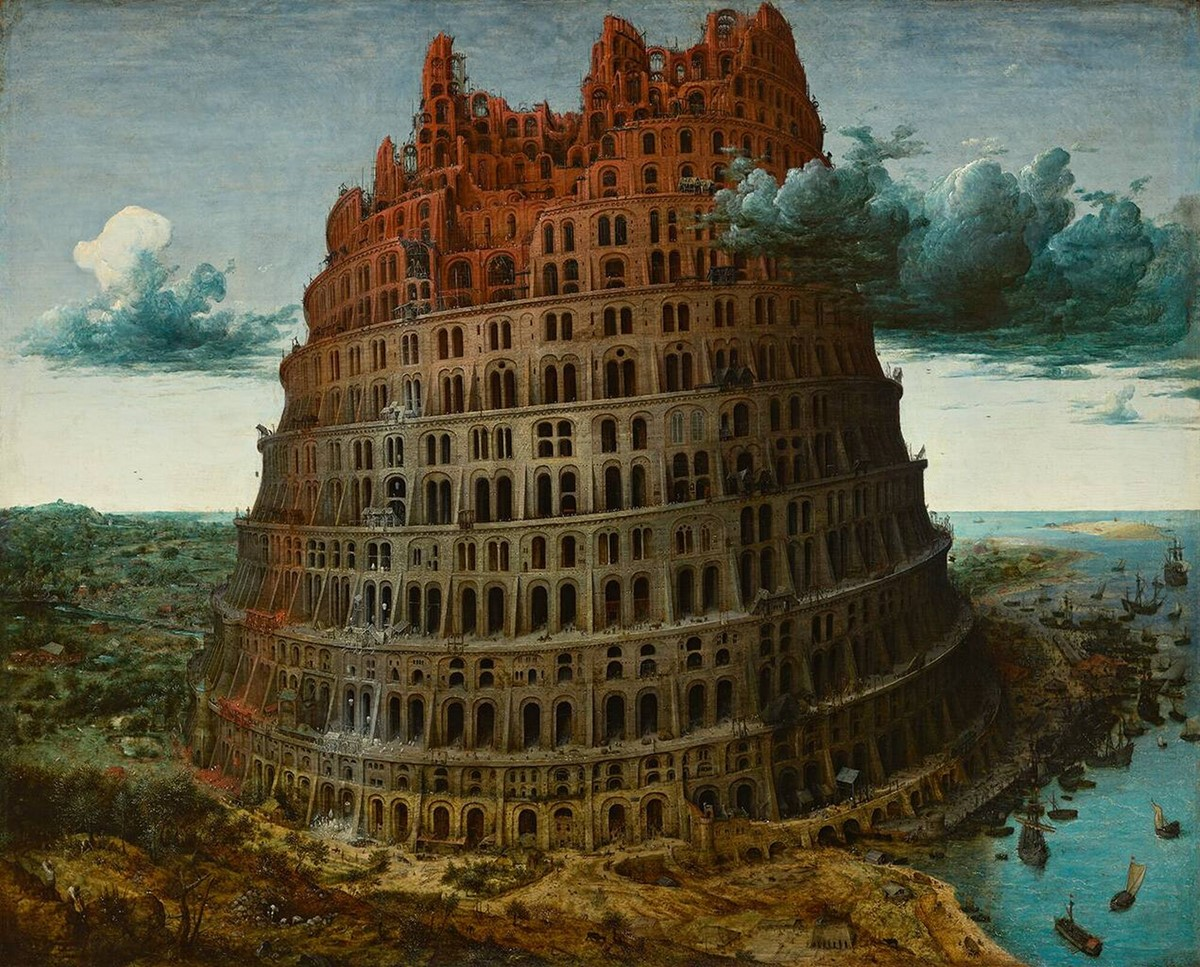
De 'kleine' toren van Babel, 1563 (Museum Boijmans Van Beuningen, Rotterdam)

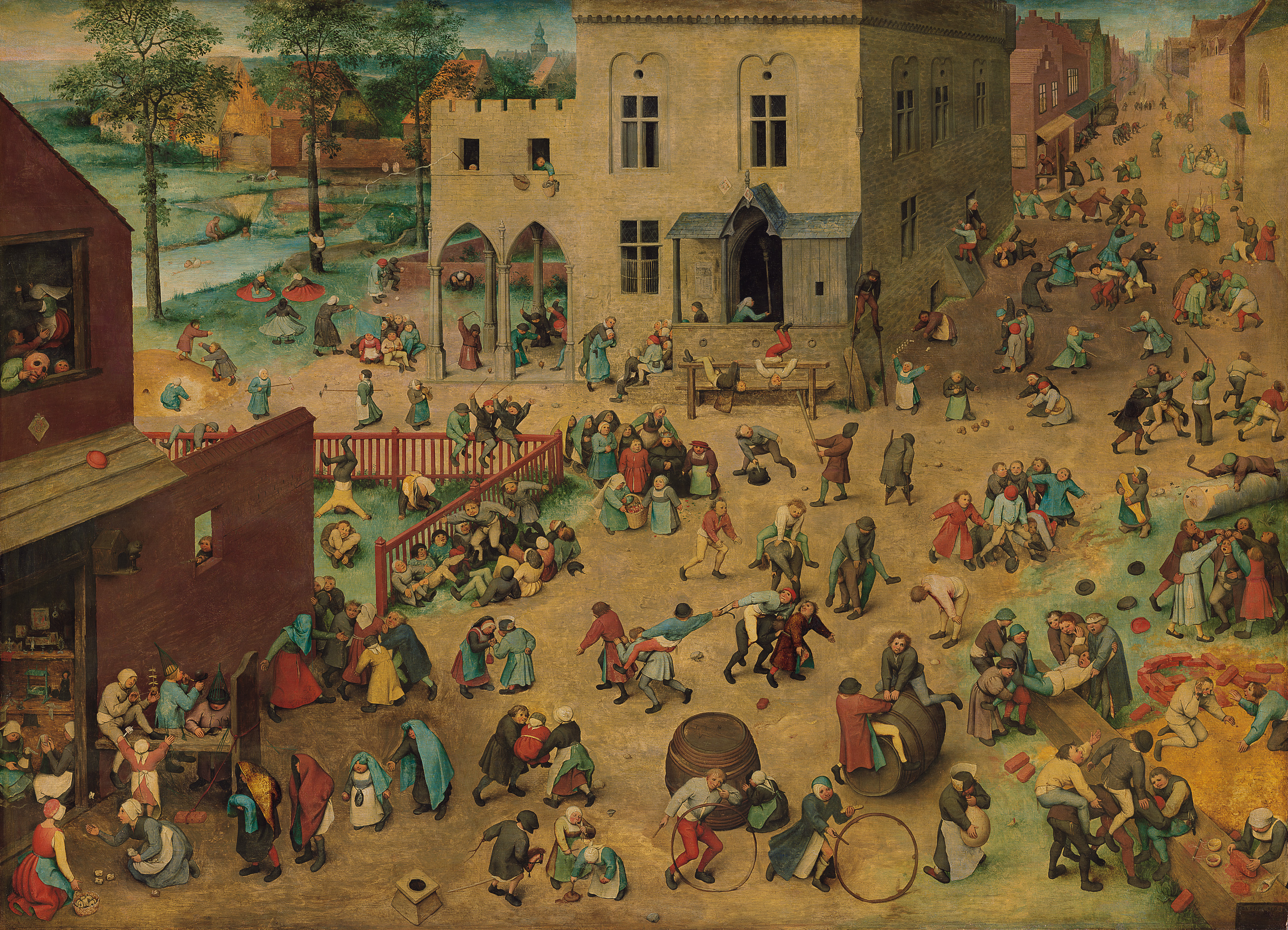
Kinderspelen, olieverf op paneel, 118 × 161 cm, 1560

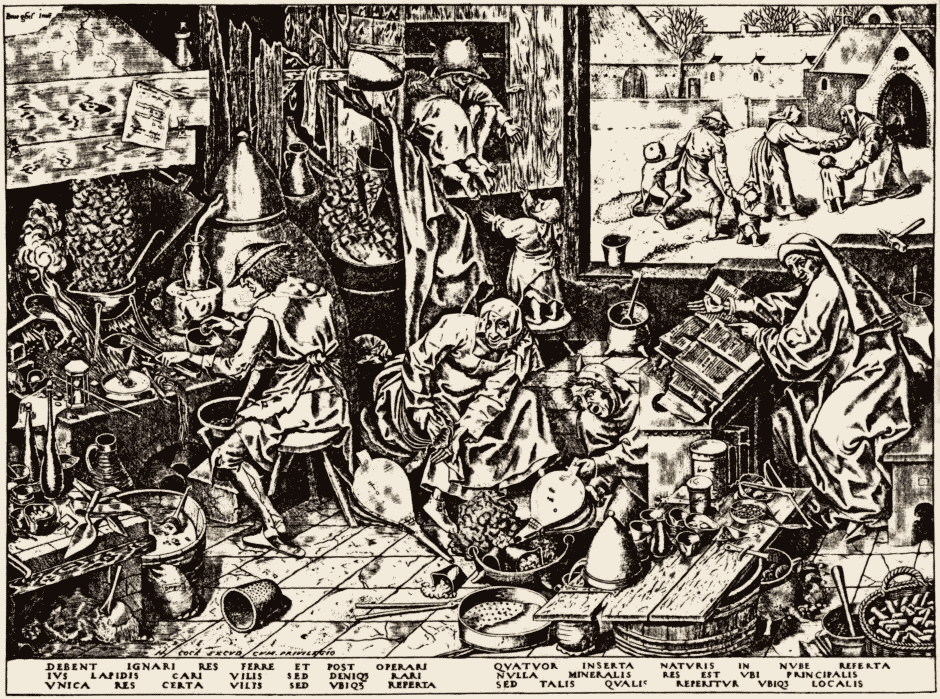
De Alchemist

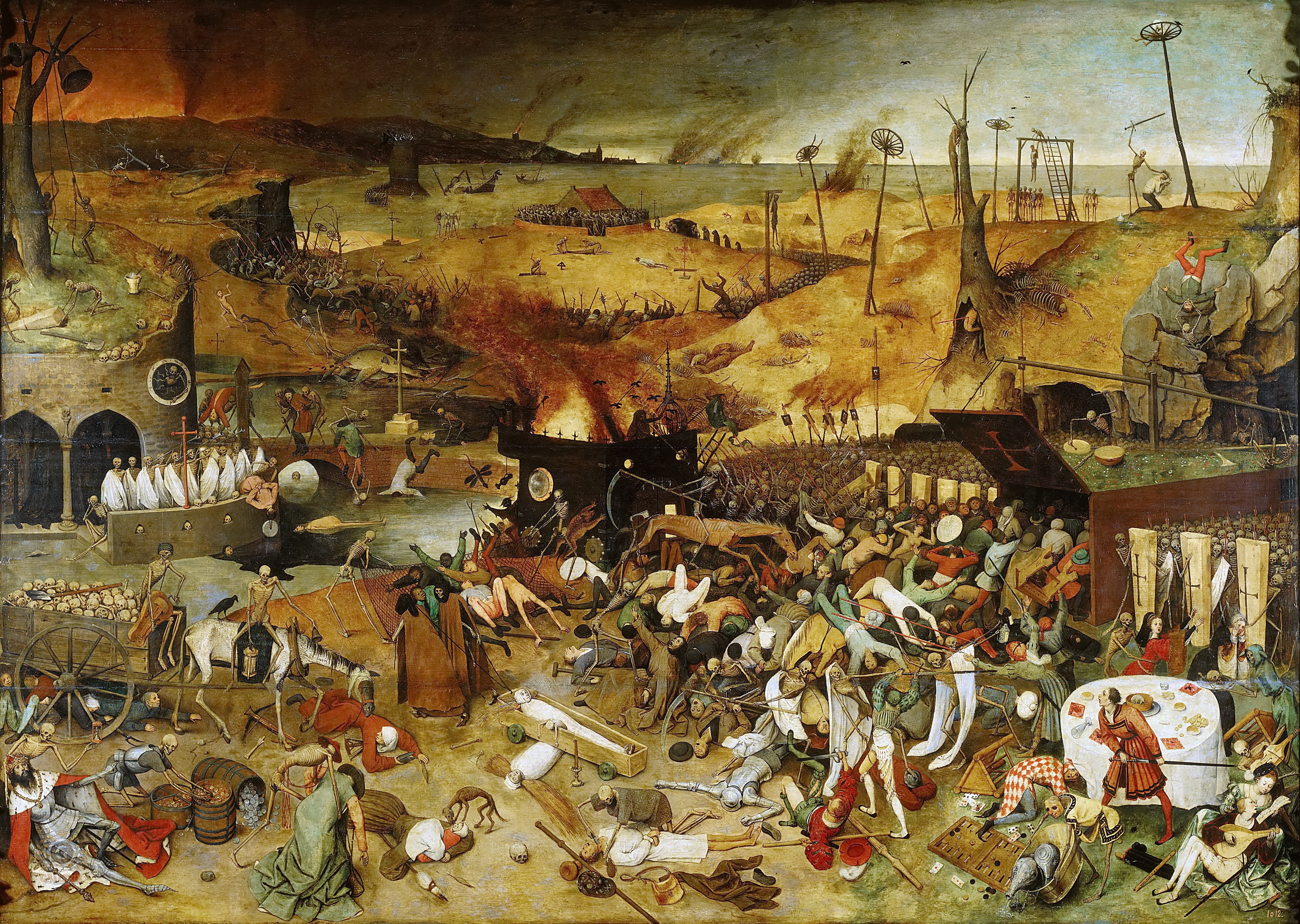
De triomf van de dood

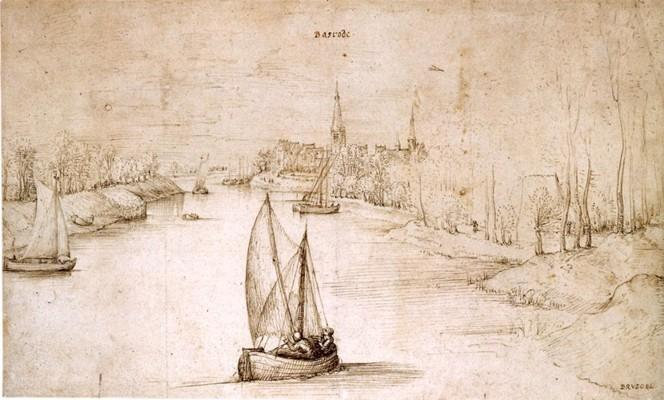
Basrode (Baasrode), 1556

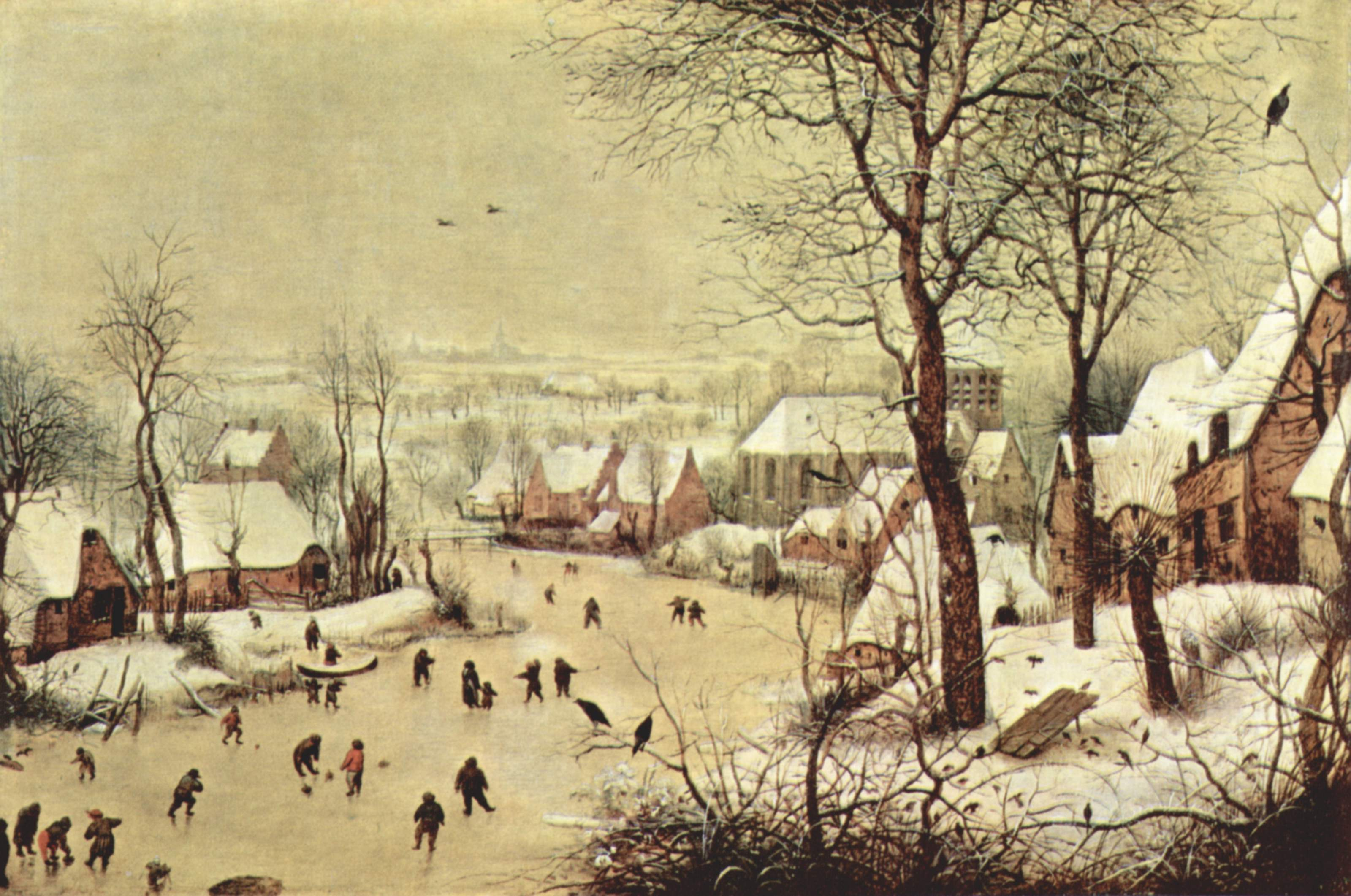
Winterlandschap met schaatsers en vogelknip, 1565 (Koninklijke Musea voor Schone Kunsten van België, Brussel)

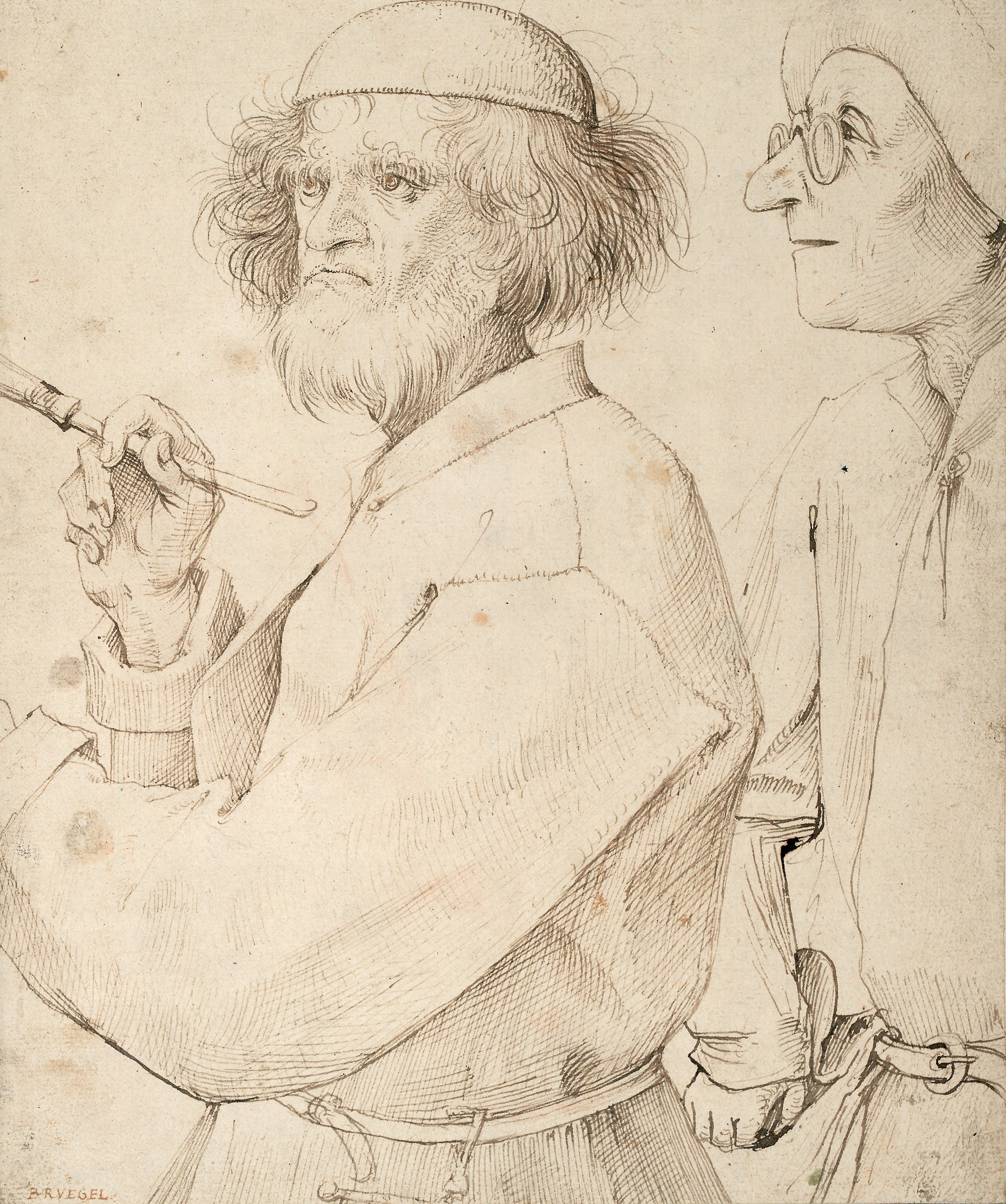
De schilder en de koper, tekening, 1565. De figuur met de kwast wordt soms – mogelijk ten onrechte – beschouwd als een zelfportret

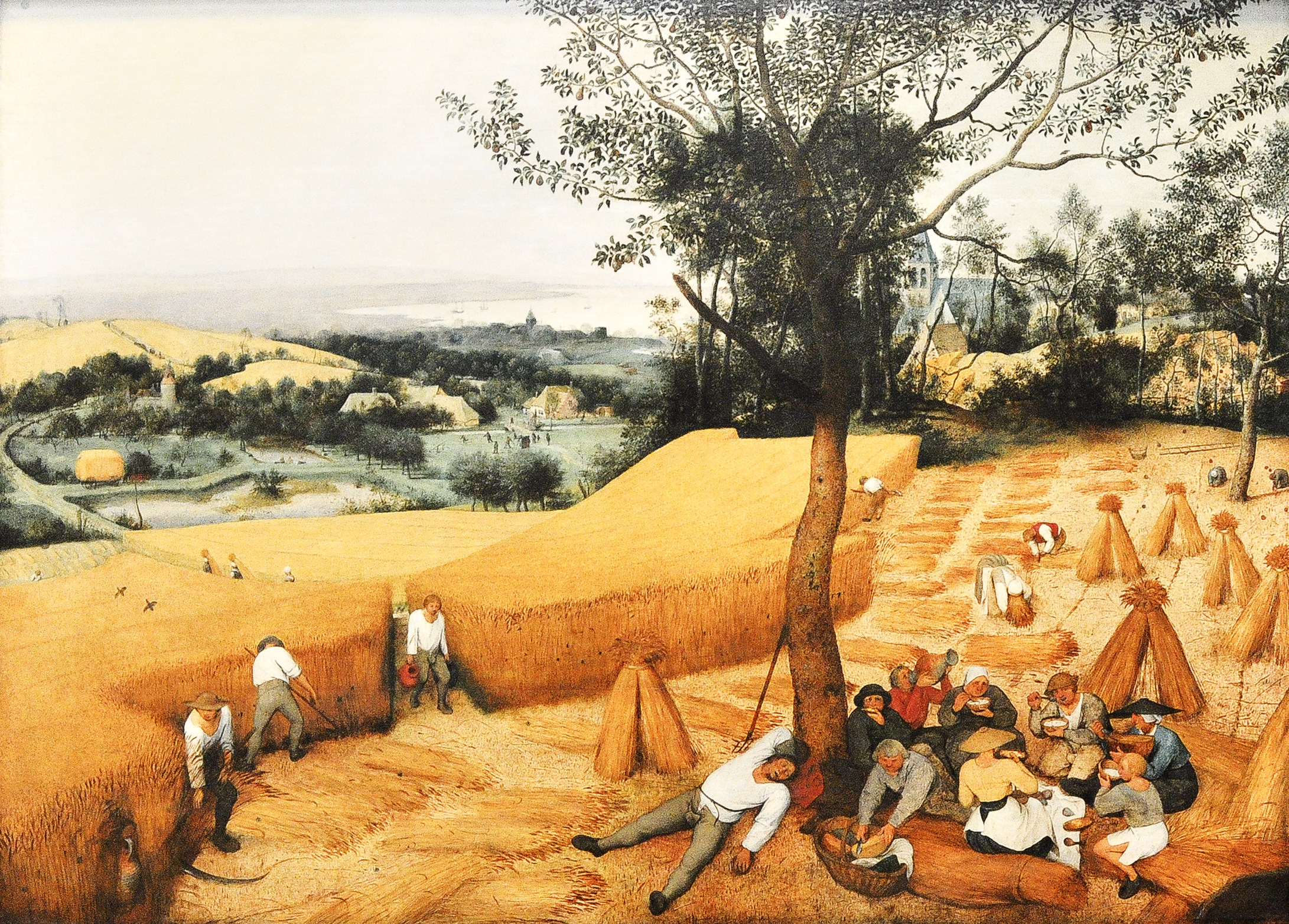
De korenoogst, 1565, (Metropolitan Museum of Art, New York)

Pieter Bruegel de Oude (Breugel of Breda, ca. 1525-1530 – Brussel, 9 september 1569) was een kunstschilder die behoorde tot de Noordelijke renaissance. Hij was de vader van Pieter Brueghel de Jonge en van Jan Brueghel de Oude. Zelf schreef hij zijn naam en tekende hij zijn werken van 1559 tot aan zijn dood als Bruegel (zonder "h" dus), maar zijn zoons tekenden met Brueghel wat voor hem dan soms ook gebruikt wordt. 

## Biografie

### Geboortedatum
De oudste vermelding van Pieter Bruegel stamt uit 1551, toen hij als meesterschilder werd ingeschreven in de Liggeren, het register van het Antwerpse Sint-Lucasgilde. Hij staat daar genoteerd als Peeter Bruegels, schilder. Omdat schilders in die tijd meestal tussen hun 21e en hun 25e levensjaar als meester tot het gilde toetraden, wordt er doorgaans van uitgegaan dat Pieter Bruegel ergens tussen 1525 en 1530 geboren werd.

### Geboorteplaats
De geboorteplaats van Pieter Bruegel is niet bekend. De plaatsen die het meest genoemd worden zijn Breda en Breugel in Noord-Brabant. Breda wordt als geboorteplaats genoemd in de beschrijving van de Lage Landen van Lodovico Guicciardini, die nog tijdens Bruegels leven verscheen. Breugel wordt genoemd in Karel van Manders Schilder-boeck uit 1604, zowel in de titel van de bijdrage over Pieter Bruegel (Pieter Brueghel, uytnemende Schilder van Brueghel) als in de tekst van de bijdrage zelf: den welcken is geboren niet wijt van Breda, op een Dorp geheeten Brueghel, welcks naem hy met hem ghedraghen heeft, en zijn naecomelinghen ghelaten. Naast Breugel en Breda wordt ook wel Grote-Brogel bij Bree (Latijn: Breda) als mogelijke geboorteplaats genoemd, maar dit wordt minder waarschijnlijk geacht, aangezien deze plaats in het prinsbisdom Luik lag en niet in het hertogdom Brabant, waar Bruegel volgens Van Mander vandaan kwam. Een barbier-chirurgijn met de naam Pieter Bruegel die in 1566 in Bergen op Zoom is overleden, kan zeer wel de vader zijn geweest van de schilder.

### Opleiding
Bruegel zou - nog steeds volgens Karel van Mander in diens Schilderboeck - rond 1545 als leerling zijn opgenomen in het atelier van Pieter Coecke van Aelst, hoewel hiervan niets is terug te vinden in de liggeren. De kunsthistorici merken hier meestal bij op dat de kunst van Pieter Bruegel diametraal staat op de stijl van Pieter Coecke. Coeckes werk is sterk beïnvloed door de Italiaanse kunst waar Bruegels werk veeleer kan gezien worden als een reactie tegen deze italianisering. In elk geval moet hij als schildersleerling naar Antwerpen zijn gekomen: zo kon men verblijfsrecht bekomen zonder poortersgeld te betalen (hij is niet vermeld in de poortersboeken).

### Mechelen
Men kan aantonen dat Pieter Bruegel in 1550/1551 in Mechelen werkzaam was in het atelier van de schilder-kunstmakelaar Claude Dorizi. Hij werkte er met Peeter Baltens aan een triptiek besteld door de handschoenmakersgilde voor hun kapel in de Sint-Romboutskerk. Baltens verzorgde de binnenzijde van het drieluik en Bruegel schilderde de Sint Gommarus en Sint Rombout op de buitenzijde van de zijluiken, zoals gebruikelijk in grisaille. Dit spoort met het verhaal van Karel van Mander over de opleiding bij Pieter Coecke, want die stierf in 1550. Coeckes vrouw, die van Mechelen afkomstig was, bracht Bruegel misschien in contact met Dorizi.

### Italië
Bruegel maakte van 1552 tot 1554 een reis naar Italië. Dat was in zijn tijd nog uitzonderlijk, maar zou in latere generaties gebruikelijk worden voor noordelijke kunstenaars. Waarschijnlijk vertrok hij in het voorjaar van 1552, want de levertermijn van het Mechelse altaarstuk was vastgesteld op 11 oktober 1551, normaal te laat om nog dat jaar te vertrekken. Hij reisde vermoedelijk met postpaarden langs de routes van de Tassispost en zal dat vanwege struikroverij en andere gevaren niet alleen hebben gedaan. Waarschijnlijke gezellen waren de jongere schilder Maerten de Vos, die in hetzelfde jaar afreisde, Abraham Ortelius, en misschien ook Jacob Jonghelinck. De route laat zich slechts bij benadering reconstrueren aan de hand van Bruegels werk. Een verloren zicht op Lyon, vermeld in de nalatenschap van Giulio Clovio, toont aan dat hij langs die stad is gepasseerd, waar een beroemde Paasmarkt plaatsvond. Hoe hij vandaar naar Italië ging, is onzeker. Ofwel trok hij over de Alpen naar Milaan, waar Jonghelinck in mei is gesignaleerd, ofwel volgde hij de kust naar Genua, ofwel trotseerde hij de piraten en voer hij over zee naar Genua of Rome. Als hij via Milaan ging, waren Mantua, Venetië en Bologna logische haltes. Uit die laatste stad schreef Scipio Fabius in 1561 aan Ortelius, hem op het hart drukkend Petrus Bruochl te groeten.
In 1553 en 1554 leefde Bruegel in Rome, waar hij verbleef bij de miniaturist Giulio Clovio. In Clovio's nalatenschap uit 1577 waren vijf werken van Maestro Pietro Brugole opgenomen, die ondertussen verloren zijn gegaan. Het waren miniaturen die Clovio naliet aan kardinaal Alessandro Farnese, zijn beschermheer in wiens Palazzo della Cancellaria hij woonde en waar Bruegel op bezoek kwam. Van Bruegels verblijf in Rome is één autografe tekening bewaard gebleven, die de Ripa Grande afbeeldt. Andere zichten die hij in Rome maakte, zijn bekend uit twee gravures van Simon Novellanus (naar tekeningen uit 1553) en uit een kopie van zijn zoon Jan (naar werk uit 1554). Ook Tivoli en Napels heeft hij ongetwijfeld bezocht. Sinds de restauratie wordt het Gezicht op de baai van Napels als een authentieke Bruegel beschouwd. Verder naar het zuiden schetste hij Reggio di Calabria, na zijn terugkeer hernomen in de tekening die hij maakte als ontwerp voor de prent Zeeslag in de Straat van Messina. Afgaand op de stadsbrand was Bruegel mogelijk getuige van de verwoesting van Reggio door de Ottomaanse vloot begeleid door Gabriel de Luetz in juli 1552. Dit zou er dan weer voor pleiten dat hij uit Frankrijk de zeeroute naar het zuiden had genomen, al duurden de raids en zeeslagen nog voort tot 1553. Wanneer hij er ook was, vermoed wordt dat Bruegel de Straat van Messina overstak en Palermo op Sicilië aandeed. 
In 1554 keerde hij via Venetië terug naar Antwerpen. Hij kopieerde er een boslandschap van Domenico Campagnola. Wellicht was het op die terugtocht dat hij voor het eerst kennis maakte met de Alpen, die zo'n overweldigende indruk op hem maakten. Een verloren schilderij suggereert dat hij langs de Gotthardpas moet zijn gepasseerd. Het is curieus dat Bruegel vooral landschappen overhield aan zijn reis. Hoewel hij zich ongetwijfeld verder vertrouwd zal hebben gemaakt met de Italiaanse artistieke evolutie, was het de tocht zelf en het vastleggen van herinneringen die hem lijkt te hebben bewogen. Zonder purisme zou hij zich in een traditie plaatsen die afstand hield van het italianisme.

### Antwerpen
Terug in de Nederlanden vestigde hij zich waarschijnlijk in Antwerpen en begon te werken voor Hieronymus Cock en Volcxken Diericx. Zij hadden in 1548 het uitgevershuis In de Vier Winden opgericht en engageerden de beste graveurs die ze konden vinden om de meesterwerken van Italiaanse meesters beschikbaar te maken als prent. Voor Bruegel, die pas terug was van Italië en zeker nog geen gevestigd schilder, betekende dit een constante stroom aan inkomsten. Uit de periode voor 1562 zijn er nauwelijks geschilderde werken van Bruegel overgebleven. Bruegel tekende in de periode van 1554 tot 1561 meer dan veertig ontwerpen voor gravures. Het resultaat van zijn werk voor Cock was dat hij stilaan bekend raakte en dat hij vanaf de jaren zestig blijkbaar voldoende opdrachten als schilder kreeg aangeboden, zodat het tekenen meer en meer op de achtergrond raakte.
De patronage in regeringsstad Brussel kan hem naar die stad hebben gelokt, maar evengoed vermeldt Van Mander persoonlijke motieven (het achterlaten van een onbetrouwbare meid voor een nieuwe liefde). Bruegels afscheid van Antwerpen lijkt gedocumenteerd in zijn schilderij Twee aapjes. Het werk, gedateerd in 1562, toont op de achtergrond een zicht op de Scheldestad, wat een aanwijzing is dat hij er toen nog woonde.

### Huwelijk en verhuizing naar Brussel
In 1563 verhuisde Bruegel van Antwerpen naar Brussel, waar hij trouwde met Mayken Coecke, dochter van zijn vroegere leermeester Pieter Coecke van Aelst en Mayken Verhulst. Volgens de huwelijksregisters van de Antwerpse kathedraal vond de ondertrouw plaats op 25 juli 1563, wat allicht betekent dat de schilder op dat ogenblik nog in Antwerpen woonde. Het huwelijk zelf werd kort daarna ingezegend in de Kapellekerk te Brussel. De akte vermeldt geen datum, maar het is aannemelijk dat de trouw en verhuizing in augustus plaatsvonden. Lang dacht men dat het gezin zich vestigde in de Hoogstraat in de Marollen, maar in dit zogenaamde Bruegelhuis is enkel hun nazaat David Teniers III met zekerheid gedocumenteerd. Bruegel en zijn gezin woonden bij het Bogaardenklooster.
Het echtpaar had zeker drie kinderen: een oudste zoon Pieter, geboren in 1564 of 1565, een dochter Maria die gedoopt werd in 1566, en een tweede zoon Jan, geboren in 1568. Mogelijk was er nog een tweede dochter Katharina, maar daarover zijn de archieven niet duidelijk, het zou kunnen gaan over de dochter van een chirurg Pieter van Bruegel die toen eveneens in Brussel woonde. De zoons werden allebei schilder en zijn respectievelijk gekend als Pieter Brueghel de Jonge of de Helse Brueghel en Jan Brueghel de Oude of de Fluwelen Brueghel. Beiden waren te jong bij het overlijden van hun vader om van hem hun opleiding gekregen te hebben. Het zou grootmoeder Mayken Verhulst geweest zijn, de vrouw van Pieter Coecke, die de twee zonen van Bruegel hun schildersopleiding gaf. Vooral Pieter Brueghel de Jonge zou later een ganse reeks variaties op het werk van zijn vader schilderen. Pieter Bruegel lag hiermee aan de basis van een heus schildersgeslacht dat zou doorlopen tot het einde van de zeventiende eeuw.
|                                                      |                                                      |                                                      |                                                      | Pieter Bruegel de Oude ca 1525-1569 de Boerenbrueghel |                                                      |  |  |                                                     |                                                     |                                                     |                                                     |                                                     |                                                     |  |  |                         |                         |                         |                         |                             |                             |                             |                             |                             |                             |                            |                            |                            |                            |  |  |                           |                           |                           |                           |                           |                           |  |  |  |  |  |  |  |  |  |  |  |  |  |  |  |  |  |  |
|                                                      |                                                      |                                                      |                                                      |                                                       |                                                      |  |  |                                                     |                                                     |                                                     |                                                     |                                                     |                                                     |  |  |                         |                         |                         |                         |                             |                             |                             |                             |                             |                             |                            |                            |                            |                            |  |  |                           |                           |                           |                           |                           |                           |  |  |  |  |  |  |  |  |  |  |  |  |  |  |  |  |  |  |
|                                                      |                                                      |                                                      |                                                      |                                                       |                                                      |  |  |                                                     |                                                     |                                                     |                                                     |                                                     |                                                     |  |  |                         |                         |                         |                         |                             |                             |                             |                             |                             |                             |                            |                            |                            |                            |  |  |                           |                           |                           |                           |                           |                           |  |  |  |  |  |  |  |  |  |  |  |  |  |  |  |  |  |  |
| Pieter Brueghel de Jonge 1564-1638 de Helse Brueghel | Pieter Brueghel de Jonge 1564-1638 de Helse Brueghel | Pieter Brueghel de Jonge 1564-1638 de Helse Brueghel | Pieter Brueghel de Jonge 1564-1638 de Helse Brueghel | Pieter Brueghel de Jonge 1564-1638 de Helse Brueghel  | Pieter Brueghel de Jonge 1564-1638 de Helse Brueghel |  |  | Jan Brueghel de Oude 1568-1625 de Fluwelen Brueghel | Jan Brueghel de Oude 1568-1625 de Fluwelen Brueghel | Jan Brueghel de Oude 1568-1625 de Fluwelen Brueghel | Jan Brueghel de Oude 1568-1625 de Fluwelen Brueghel | Jan Brueghel de Oude 1568-1625 de Fluwelen Brueghel | Jan Brueghel de Oude 1568-1625 de Fluwelen Brueghel |  |  |                         |                         |                         |                         |                             |                             |                             |                             | David Teniers I 1592-1649   | David Teniers I 1592-1649   | David Teniers I 1592-1649  | David Teniers I 1592-1649  | David Teniers I 1592-1649  | David Teniers I 1592-1649  |  |  |                           |                           |                           |                           |                           |                           |  |  |  |  |  |  |  |  |  |  |  |  |  |  |  |  |  |  |
| Pieter Brueghel de Jonge 1564-1638 de Helse Brueghel | Pieter Brueghel de Jonge 1564-1638 de Helse Brueghel | Pieter Brueghel de Jonge 1564-1638 de Helse Brueghel | Pieter Brueghel de Jonge 1564-1638 de Helse Brueghel | Pieter Brueghel de Jonge 1564-1638 de Helse Brueghel  | Pieter Brueghel de Jonge 1564-1638 de Helse Brueghel |  |  | Jan Brueghel de Oude 1568-1625 de Fluwelen Brueghel | Jan Brueghel de Oude 1568-1625 de Fluwelen Brueghel | Jan Brueghel de Oude 1568-1625 de Fluwelen Brueghel | Jan Brueghel de Oude 1568-1625 de Fluwelen Brueghel | Jan Brueghel de Oude 1568-1625 de Fluwelen Brueghel | Jan Brueghel de Oude 1568-1625 de Fluwelen Brueghel |  |  |                         |                         |                         |                         |                             |                             |                             |                             | David Teniers I 1592-1649   | David Teniers I 1592-1649   | David Teniers I 1592-1649  | David Teniers I 1592-1649  | David Teniers I 1592-1649  | David Teniers I 1592-1649  |  |  |                           |                           |                           |                           |                           |                           |  |  |  |  |  |  |  |  |  |  |  |  |  |  |  |  |  |  |
|                                                      |                                                      |                                                      |                                                      |                                                       |                                                      |  |  |                                                     |                                                     |                                                     |                                                     |                                                     |                                                     |  |  |                         |                         |                         |                         |                             |                             |                             |                             |                             |                             |                            |                            |                            |                            |  |  |                           |                           |                           |                           |                           |                           |  |  |  |  |  |  |  |  |  |  |  |  |  |  |  |  |  |  |
| Ambrosius Brueghel 1617-1675                         | Ambrosius Brueghel 1617-1675                         | Ambrosius Brueghel 1617-1675                         | Ambrosius Brueghel 1617-1675                         | Ambrosius Brueghel 1617-1675                          | Ambrosius Brueghel 1617-1675                         |  |  | Jan Brueghel de Jonge 1601-1678                     | Jan Brueghel de Jonge 1601-1678                     | Jan Brueghel de Jonge 1601-1678                     | Jan Brueghel de Jonge 1601-1678                     | Jan Brueghel de Jonge 1601-1678                     | Jan Brueghel de Jonge 1601-1678                     |  |  | Anna Brueghel 1620-1656 | Anna Brueghel 1620-1656 | Anna Brueghel 1620-1656 | Anna Brueghel 1620-1656 | Anna Brueghel 1620-1656     | Anna Brueghel 1620-1656     |                             |                             | David Teniers II 1610-1690  | David Teniers II 1610-1690  | David Teniers II 1610-1690 | David Teniers II 1610-1690 | David Teniers II 1610-1690 | David Teniers II 1610-1690 |  |  | Abraham Teniers 1626-1670 | Abraham Teniers 1626-1670 | Abraham Teniers 1626-1670 | Abraham Teniers 1626-1670 | Abraham Teniers 1626-1670 | Abraham Teniers 1626-1670 |  |  |  |  |  |  |  |  |  |  |  |  |  |  |  |  |  |  |
| Ambrosius Brueghel 1617-1675                         | Ambrosius Brueghel 1617-1675                         | Ambrosius Brueghel 1617-1675                         | Ambrosius Brueghel 1617-1675                         | Ambrosius Brueghel 1617-1675                          | Ambrosius Brueghel 1617-1675                         |  |  | Jan Brueghel de Jonge 1601-1678                     | Jan Brueghel de Jonge 1601-1678                     | Jan Brueghel de Jonge 1601-1678                     | Jan Brueghel de Jonge 1601-1678                     | Jan Brueghel de Jonge 1601-1678                     | Jan Brueghel de Jonge 1601-1678                     |  |  | Anna Brueghel 1620-1656 | Anna Brueghel 1620-1656 | Anna Brueghel 1620-1656 | Anna Brueghel 1620-1656 | Anna Brueghel 1620-1656     | Anna Brueghel 1620-1656     |                             |                             | David Teniers II 1610-1690  | David Teniers II 1610-1690  | David Teniers II 1610-1690 | David Teniers II 1610-1690 | David Teniers II 1610-1690 | David Teniers II 1610-1690 |  |  | Abraham Teniers 1626-1670 | Abraham Teniers 1626-1670 | Abraham Teniers 1626-1670 | Abraham Teniers 1626-1670 | Abraham Teniers 1626-1670 | Abraham Teniers 1626-1670 |  |  |  |  |  |  |  |  |  |  |  |  |  |  |  |  |  |  |
|                                                      |                                                      |                                                      |                                                      |                                                       |                                                      |  |  |                                                     |                                                     |                                                     |                                                     |                                                     |                                                     |  |  |                         |                         |                         |                         |                             |                             |                             |                             |                             |                             |                            |                            |                            |                            |  |  |                           |                           |                           |                           |                           |                           |  |  |  |  |  |  |  |  |  |  |  |  |  |  |  |  |  |  |
|                                                      |                                                      |                                                      |                                                      |                                                       |                                                      |  |  | Abraham Brueghel 1631-1690                          | Abraham Brueghel 1631-1690                          | Abraham Brueghel 1631-1690                          | Abraham Brueghel 1631-1690                          | Abraham Brueghel 1631-1690                          | Abraham Brueghel 1631-1690                          |  |  |                         |                         |                         |                         | David Teniers III 1638-1685 | David Teniers III 1638-1685 | David Teniers III 1638-1685 | David Teniers III 1638-1685 | David Teniers III 1638-1685 | David Teniers III 1638-1685 |                            |                            |                            |                            |  |  |                           |                           |                           |                           |                           |                           |  |  |  |  |  |  |  |  |  |  |  |  |  |  |  |  |  |  |
|                                                      |                                                      |                                                      |                                                      |                                                       |                                                      |  |  | Abraham Brueghel 1631-1690                          | Abraham Brueghel 1631-1690                          | Abraham Brueghel 1631-1690                          | Abraham Brueghel 1631-1690                          | Abraham Brueghel 1631-1690                          | Abraham Brueghel 1631-1690                          |  |  |                         |                         |                         |                         | David Teniers III 1638-1685 | David Teniers III 1638-1685 | David Teniers III 1638-1685 | David Teniers III 1638-1685 | David Teniers III 1638-1685 | David Teniers III 1638-1685 |                            |                            |                            |                            |  |  |                           |                           |                           |                           |                           |                           |  |  |  |  |  |  |  |  |  |  |  |  |  |  |  |  |  |  |
|                                                      |                                                      |                                                      |                                                      |                                                       |                                                      |  |  |                                                     |                                                     |                                                     |                                                     |                                                     |                                                     |  |  |                         |                         |                         |                         | David Teniers IV 1672–1731  |                             |                             |                             |                             |                             |                            |                            |                            |                            |  |  |                           |                           |                           |                           |                           |                           |  |  |  |  |  |  |  |  |  |  |  |  |  |  |  |  |  |  |

Het was vanaf 1562 dat Bruegel volop begon te schilderen. In de laatste zeven jaar van zijn leven maakt hij de meeste van de veertig schilderijen die van hem bewaard zijn gebleven. Het zijn veelal grote panelen bedoeld om opgehangen te worden in een kunstenkabinet. Zijn klanten waren vrienden zoals de humanist Abraham Ortelius en de koopman Hans Franckaert, rijke Antwerpse burgers zoals Nicolaas Jonghelinck (die zestien Bruegels bezat), Jan Vleminck en Jan Noirot, alsook de machtige kardinaal Antoine Perrenot de Granvelle. Ook de rechter Nicolaes vanden Brande was mogelijk de eerste eigenaar van enkele werken uit zijn Bruegelcollectie.
Gedurende zijn Brusselse periode zou Bruegel verschillende landschappen uit het nabijgelegen Pajottenland hebben gebruikt, zoals het kerkje van Sint-Anna-Pede op de achtergrond van de De parabel der blinden. Hoe dan ook smeedde hij altijd diverse elementen tot een eigen geheel.
Na de komst van landvoogd Alva in augustus 1567 werden zijn Spaanse tercios ingekwartierd bij de Brusselaars. De stadsmagistraat ontsloeg Bruegel op 18 januari 1569 van deze last, die kost en inwoon omvatte, opdat hij niet naar elders zou verhuizen. Het voorbehoud ("zoo verre doenlyck") en de verwijzing naar een gratuïteit doen vermoeden dat hij eerder een financiële compensatie zal hebben gekregen dan een werkelijke vrijstelling. Misschien valt de compensatie zelfs in verband te brengen met de opdracht van het stadsbestuur – toch volgens Karel van Mander – om de Willebroekse vaart te vereeuwigen in een reeks landschapsstukken. Dat kanaal was de trots van de stad, maar op dat moment ook al weer acht jaar oud. Wat er ook van zij, Bruegel heeft de opdracht niet afgemaakt.

### Dood
Pieter Bruegel stierf in Brussel in 1569, vermoedelijk na een lang ziekbed (uit dat jaar zijn geen werken bekend en Van Mander spreekt over een doot-sieckte). Hij liet prenten met bijtende of schimpende kritiek verbranden om zijn vrouw Mayken niet in de problemen te brengen. Hij liet haar De ekster op de galg na en ook de grisaille Christus en de overspelige vrouw. Bruegel werd begraven in de Kapellekerk, net als zijn vrouw negen jaar later. Hun tweede zoon Jan Breugel liet later een grafmonument oprichten in de Kapellekerk ter nagedachtenis van zijn ouders, met een doek van zijn vriend Rubens in verwerkt.

## Boeren-Bruegel?

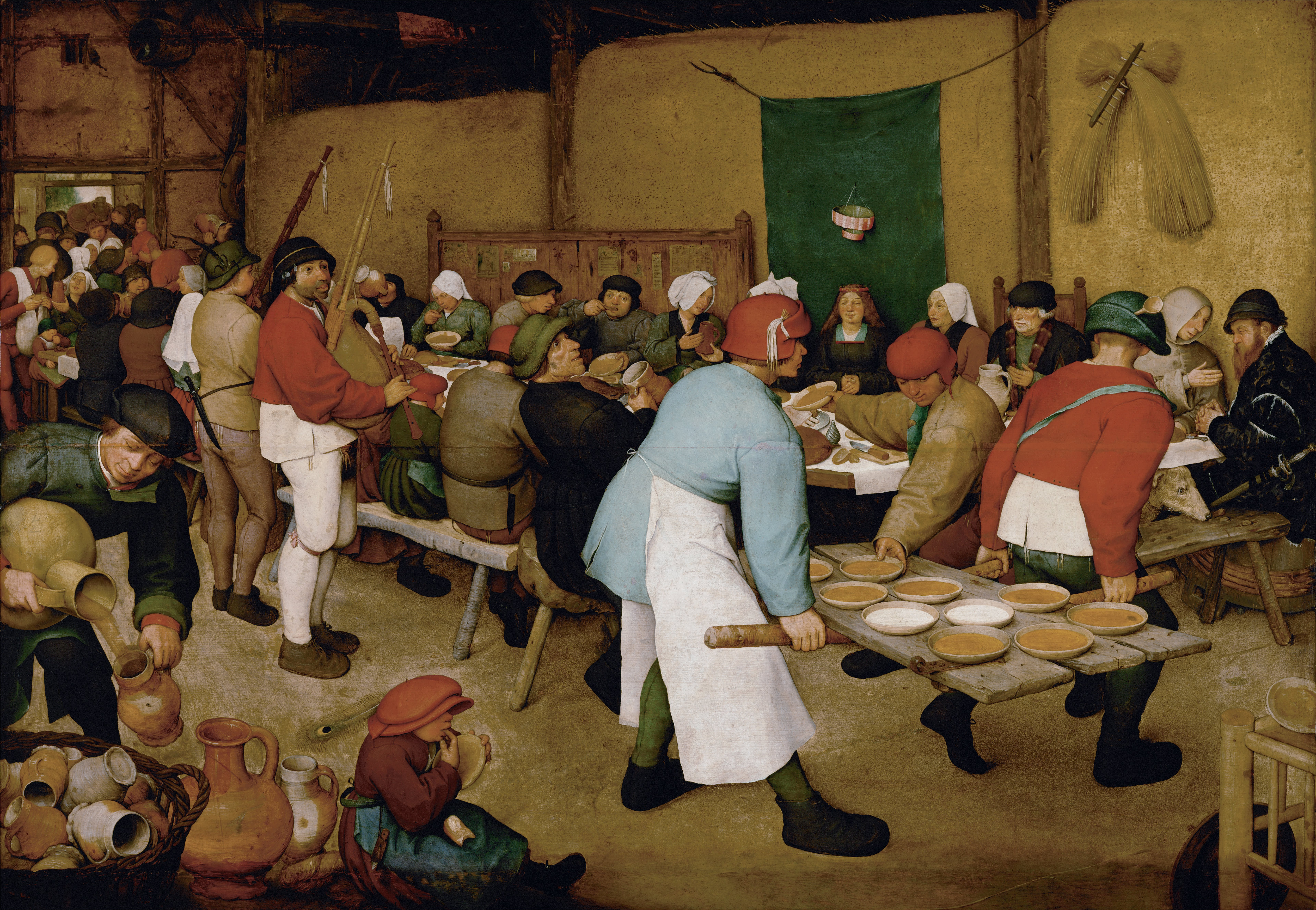
De boerenbruiloft (Kunsthistorisches Museum, Wenen)

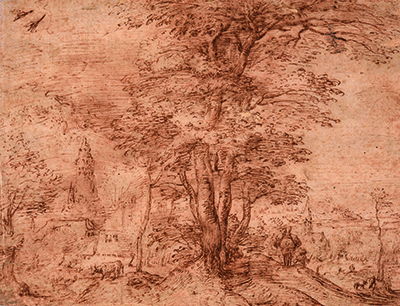
Dorpsgezichten met bomen en een muildier, 1526-1569 (collectie van The Phoebus Foundation)

Onder invloed van Karel van Mander ging Pieter Bruegel de geschiedenis in als een schilder van dorpstaferelen en boertige feesten. Van Mander verhaalt over verkleedpartijen die Pieter organiseerde samen met zijn vriend Hans Frankert om dan als boeren uitgedost naar de dorpen in de omgeving van Antwerpen te trekken en daar deel te nemen aan de kermissen en feesten. We weten uit andere beschrijvingen van Karel van Mander dat die zijn tekst graag opleukte met een sappig verhaal en dat dit vaak eeuwen doorwerkte (zie het verhaal over Den sotten Cleef). Uit dezelfde bron komt Peer den drol dat men vandaag nog bezwaarlijk als een bijnaam voor Pieter Bruegel kan citeren. Pieter Bruegel was kort na zijn overlijden reeds beroemd en bekend in zowat heel Europa als een uitzonderlijk tekenaar en schilder. Er waren beroemde verzamelaars zoals keizer Rudolf II van het Heilige Roomse Rijk die tegen het eind van de zestiende eeuw al een ganse verzameling van Bruegels werken had aangelegd. Hij werd vooral bekend van de prenten die naar zijn tekeningen werden gepubliceerd en geëxporteerd naar de vier windstreken. Dat bezorgde hem de bijnaam van 'de nieuwe Jheronimus Bosch'. Dominicus Lampsonius heeft met zijn prenten van bekende schilders uit de Nederlanden hier zeker een steentje aan bijgedragen.
In de achttiende eeuw raakte Bruegel stilaan vergeten. In het Biographisch woordenboek der Nederlanden van 1855 kan men lezen: “Om zijne voorstelling van boerentafereelen als: Bruiloften, Kroegen, Kermissen enz., werd hij de Boeren Breugel genoemd; terwijl anderen hem ter onderscheiding van de latere Breugels ook wel den Ouden Bruegel noemen. Weinige stukken zijn er van hem voorhanden, welke men zonder lagchen beschouwen kan, of die ten minste de stemmigsten en stuurschsten niet doen meesmuilen en grimlagchen”.
Als in het begin van de twintigste eeuw Bruegel opnieuw in de aandacht komt, blijft vooral het populaire beeld van de Boeren-Bruegel bekend, zoals bij Felix Timmermans, die in 1928 zijn boek Pieter Bruegel, zoo heb ik u uit uwe werken geroken publiceerde, waar dat stereotiepe beeld van Bruegel verder wordt beklemtoond en Timmermans van Bruegel een voorvader van zijn Pallieter maakt.

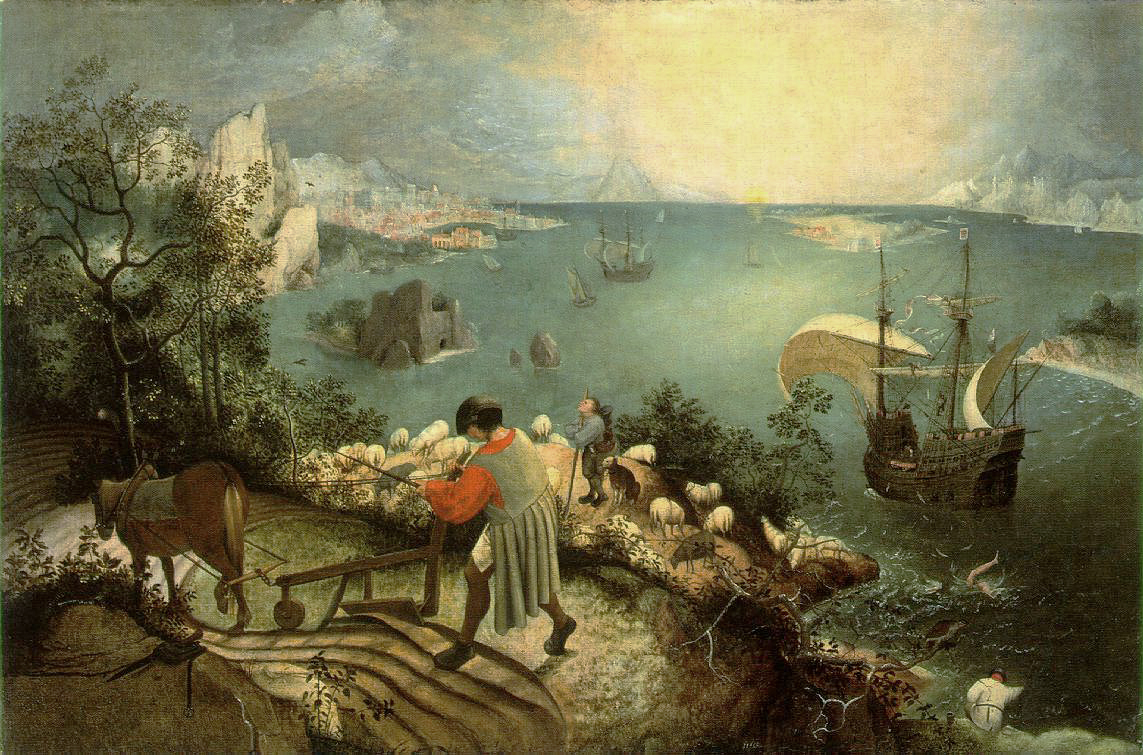
De val van Icarus, ca. 1558 (Koninklijke Musea voor Schone Kunsten van België, Brussel)

Bijna alle kunsthistorici zijn het er tegenwoordig over eens dat Pieter Bruegel niet de lolbroek en Vlaamse-kermisfiguur was zoals het grote publiek hem vaak ziet. Pieter bracht het grootste gedeelte van zijn leven door in Antwerpen, toen een bruisende handelsstad en het centrum van de boekproductie in de Nederlanden, een omgeving waarin het humanisme en de renaissance hoogtij vierden. Bruegel maakte deel uit van de humanistische kringen rond de cartograaf Abraham Ortelius, Christoffel Plantijn en Dirck Coornhert de schrijver. Zijn werk bestond uit veel meer dan de Boerenbruiloft, zijn tekeningen en prenten zijn in vele opzichten baanbrekend en zijn schilderijen waren bij de hogere klassen begeerd. Hij kende zijn volk en hun manier van leven en feesten en heeft dat op meesterlijke wijze in beeld gebracht. Bruegel beschrijft zijn tijd en past daarmee perfect in de rij van grote onderzoekers uit het humanisme, die gedreven door de furor animi, gegevens verzamelen over alles om zich heen om hun kennis uit te breiden. Hij was daarnaast een geniaal kunstenaar, die zijn onderzoek en observaties op een uitzonderlijke manier gestalte wist te geven. Pieter Bruegel werd door Abraham Ortelius in zijn Album amicorum, dat werd samengesteld tussen 1574 en 1596, geprezen als een groot kunstenaar.  Walther Vanbeselaere, voormalig hoofdconservator van het Koninklijk Museum voor Schone Kunsten te Antwerpen, zette hem op één lijn met Jan Van Eyck, Jeroen Bosch en Peter Paul Rubens.

## Werk
Onder invloed van Pieter Coecke schilderde Bruegel met veel allegorieën, bijvoorbeeld in scènes uit het boerenleven. Later schilderde hij ook taferelen geïnspireerd op de klassieke oudheid en Bijbelse taferelen. Zo zijn er twee schilderijen van de Toren van Babel. Eén hangt in Wenen, het andere in Rotterdam in het Museum Boijmans Van Beuningen.
Over Bruegel doen allerlei verhalen de ronde. Zo zou hij volgens Karel van Mander vaak incognito het platteland hebben bezocht om het boerenleven gade te slaan; vandaar ook zijn bijnaam 'Boerenbruegel'. Andere bronnen menen dat hij weleens ketterse sympathieën zou gehad hebben, wat hij op verborgen wijze in zijn schilderijen zou verwerkt hebben. Noch het eerste, noch het tweede is bewezen. Feit is dat het oeuvre van Bruegel, weliswaar voortbouwend op tradities à la Jeroen Bosch, uniek is.
Bruegel is ongetwijfeld de meest volledige landschapsschilder van zijn tijd; niemand anders schilderde de natuur, in de loop van de seizoenen, zo natuurlijk, krachtig, precies en veelzijdig. Hij maakte geen "foto", geen realistische nabootsing, maar "componeerde" een landschap en vreemde elementen (rotsen, water) tot een universeel of kosmisch tafereel. Maar details waren wel fotografisch juist: hedendaagse oogartsen herkennen bijvoorbeeld nog de verschillende oogziekten waaraan zijn "blinden" leden. Alle werktuigen aan de twee Torens van Babel zijn perfect nauwkeurig.
Nu wordt algemeen aangenomen dat Bruegel erg getroffen was door het armoedige en harde bestaan van de plattelandsbevolking; een bijnaam "volkse Bruegel" zou juister zijn dan "Boerenbruegel". Opvallend is dat zelfs op zijn "boerenbruiloft" en "boerendansen" niemand lacht. Hij was zeker katholiek maar ook humanist en ongenadig bekritiseerde hij de geloofsvervolging in vele werken o.a. door galgen in het landschap op te stellen en daar vaak eksters (roddelaars, verraders) aan toe te voegen.
Bruegel heeft amper 10 jaar intensief geschilderd en men vermoedt dat hij maar een vijftigtal werken heeft geschilderd, alle van uitzonderlijke kwaliteit. De machthebbers van toen hebben dat blijkbaar goed begrepen. Vooral na zijn dood steeg zijn faam pijlsnel: de machtigste kringen wedijverden met elkaar om werken te bemachtigen. Op die manier zijn ze over de wereld verspreid geraakt; in eigen land zijn er slechts enkele gebleven.
De etsen en gravures naar tekeningen van Bruegel bleven tot lang na zijn dood populair. In de late zestiende eeuw publiceerden Joris Hoefnagel, Pieter Perret en Philip Galle de tekeningen van Bruegel op grote schaal en ook in de zeventiende eeuw gingen Hendrik Hondius (I) en Lucas Vorsterman hier nog mee door. Dankzij de verspreiding van die prenten naar het werk van Bruegel werd hij bekend en beroemd in het ganse toenmalige Europa.

## Schilderijen
Dit zijn de bekende schilderijen van Pieter Bruegel de Oude:
- Landschap met de parabel van de zaaier, 1557 (Timken Museum of Art, San Diego)
- Wie een varken is, moet in het kot, 1557 (privécollectie)
- Twaalf spreekwoorden, 1558 (Museum Fritz Mayer van den Bergh, Antwerpen)
- De spreekwoorden, 1559 (Gemäldegalerie, Berlijn)
- De strijd tussen Vasten en Vastenavond, 1559 (Kunsthistorisches Museum, Wenen)
- De kinderspelen, 1560 (Kunsthistorisches Museum, Wenen)
- De zelfmoord van Saul, 1562 (Kunsthistorisches Museum, Wenen)
- Twee aapjes, 1562 (Gemäldegalerie, Berlijn)
- De val der opstandige engelen, 1562 (Koninklijke Musea voor Schone Kunsten van België, Brussel)
- De triomf van de dood, ca. 1562 (Museo del Prado, Madrid)
- Dulle Griet, 1563 (Museum Fritz Mayer van den Bergh, Antwerpen)
- De vlucht naar Egypte, 1563 (Courtauld Gallery, Londen)
- Gezicht op de baai van Napels, ca. 1563 (Galleria Doria Pamphilj, Rome)
- De bouw van de toren van Babel, 1563 (Kunsthistorisches Museum, Wenen)
- De aanbidding door de wijzen in de sneeuw, 1563 (Sammlung Oskar Reinhart, Winterthur)
- De kruisdraging, 1564 (Kunsthistorisches Museum, Wenen)
- De aanbidding door de wijzen, 1564 (National Gallery, Londen)
- De ontslaping van Maria, ca. 1564 (Upton House, Banbury)
- Christus en de overspelige vrouw, 1565 (Courtauld Gallery, Londen)
- De hooitijd (juni/juli), 1565 (Národní galerie, Praag)
- De oogst (augustus/september), 1565 (Metropolitan Museum of Art, New York)
- De terugkeer van de kudde (oktober/november), 1565 (Kunsthistorisches Museum, Wenen)
- Jagers in de sneeuw (december/januari), 1565 (Kunsthistorisches Museum, Wenen)
- De sombere dag (februari/maart), 1565 (Kunsthistorisches Museum, Wenen)
- Winterlandschap met schaatsers en vogelknip, 1565 (Koninklijke Musea voor Schone Kunsten van België, Brussel)
- De kindermoord te Bethlehem, ca. 1566 (Windsor Castle, Windsor)
- De boerenbruiloftsdans, 1566 (Detroit Institute of Arts, Detroit)
- De volkstelling te Bethlehem, 1566 (Koninklijke Musea voor Schone Kunsten van België, Brussel)
- De prediking van Johannes de Doper, 1566 (Szépművészeti Múzeum, Boedapest)
- De Sint-Maartenswijn, ca. 1566-67 (Museo del Prado, Madrid)
- Het Land van Kokanje (Luilekkerland), 1567 (Alte Pinakothek, München)
- De bekering van Paulus, 1567 (Kunsthistorisches Museum, Wenen)
- Het bruiloftsmaal, ca. 1567 (Kunsthistorisches Museum, Wenen)
- De dorpskermis, ca. 1567 (Kunsthistorisches Museum, Wenen)
- De toren van Babel, ca. 1568? (Museum Boijmans Van Beuningen, Rotterdam)
- Drie soldaten, 1568 (Frick Collection, New York)
- De nestrover, 1568 (Kunsthistorisches Museum, Wenen)
- De misantroop, 1568 (Museo di Capodimonte, Napels)
- De parabel van de blinden, 1568 (Museo di Capodimonte, Napels)
- Hoofd van een boerin, ca. 1568 (Alte Pinakothek, München)
- De kreupele bedelaars, 1568 (Musée du Louvre, Parijs)
- De ekster op de galg, 1568 (Hessisches Landesmuseum Darmstadt)

De volgende schilderijen zijn betwist of in kopie overgeleverd:
- Landschap met de verschijning van Christus aan het meer van Tiberias, 1553 (privécollectie)
- De aanbidding door de wijzen, ca. 1556 (Koninklijke Musea voor Schone Kunsten van België, Brussel)
- De val van Icarus, ca. 1565 (Koninklijke Musea voor Schone Kunsten van België en Van Buuren Museum, Brussel)

## Tekeningen
- De grote vissen eten de kleine. 1556. Wenen, Albertina en Bornem, Kasteel Marnix de Sainte-Aldegonde.

- Basrode. 1556. Berlijn, Staatliche Museen (Berlijn).

De grootste privé-collectie gravures van Pieter Bruegel de Oude bevindt zich in het Kasteel Marnix de Sainte-Aldegonde (91 gravures). In 2024 werd Dauwrauw. Een bruegeliaans landschap. georganiseerd op het kasteeldomein. 

## In de populaire cultuur

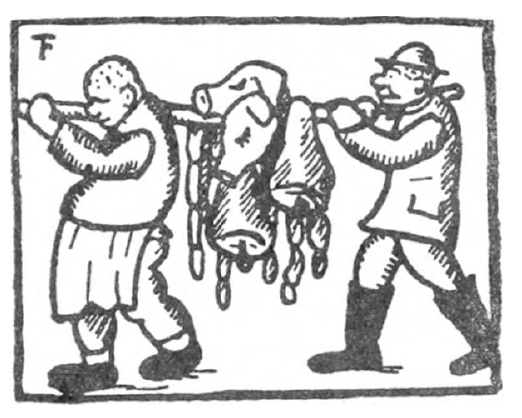
Illustratie uit Pieter Bruegel zoo heb ik u uit uwe werken geroken van Felix Timmermans

- De term "breugeliaans" duidt op een vrolijk, bourgondisch, levenslustig tafereel, vaak in de context van eten en drinken.
- Wannes Van de Velde schreef ooit een lied genaamd "Pieter Bruegel in Brussel", waarin de schilder Brussel bezoekt en geconfronteerd wordt met de verfransing van de stad. Later schreef de zanger ook het lied "Café Breughel". Dit lied speelt zich in het gelijknamige Antwerpse volkscafé, waar een kopie van het doek De boerenbruiloft aan de muur hangt. Het lied is een aanklacht op de vercommercialisering van Bruegel's doeken.
- Willy Vandersteen werd vanwege zijn volkse strips door Hergé "de Bruegel van het Beeldverhaal" genoemd. Hij was ook sterk door Bruegel beïnvloed, merkbaar onder meer in:
  - Het Suske en Wiske-album Het Spaanse spook waarin Suske, Wiske en Lambik via het schilderij De boerenbruiloft de geschiedenis in stappen en de schilder zelf ontmoeten.
  - Het Suske en Wiske-album De dulle griet draait rond Bruegels gelijknamige schilderij.
  - Ook in De Krimson-crisis duikt de schilder weer op.
  - In het hommage-album Onrust in Montmartre speelt Bruegel ook een belangrijke rol.
  - Vandersteens latere stripreeks De Geuzen ademt zelfs heel sterk een Bruegeliaanse sfeer uit. Op de laatste pagina van elk album werd steeds een ets van Bruegel gereproduceerd.
- Jef Nys tekende ooit een (grotendeels fictieve) stripbiografie rond Bruegels leven.
- Bruegels schilderij De boerenbruiloft werd geparodieerd in Asterix en de Belgen.
- Wingene (West-Vlaanderen) wordt 'Bruegelgemeente' genoemd, omdat daar tot 2001 regelmatig Bruegelfeesten en een Brueghelstoet georganiseerd werden.
- In Breugel (gem. Son en Breugel, Noord-Brabant) staat een standbeeld voor Pieter Bruegel, vervaardigd door Jan Couwenberg.
- In Brussel aan de Kapellekerk staat sinds 2015 een standbeeld van Bruegel van Tom Frantzen.[38][39]
- In een "openluchtmuseum" in Sint-Anna-Pede (Dilbeek) staan langs een Bruegelfietsroute van 20 km en een Bruegelwandeling van 8 km reproducties van 19 schilderijen. De brochure "Bruegel in het Pajottenland", een uitgave van "VZW Dilbeeks Erfgoed" uit Dilbeek (www.dilbeekserfgoed.be) vult aan.
- Een afbeelding van 'De Toren Van Babel' werd gebruikt op de binnenkant van de hoes van het The Rolling Stones-album Bridges to Babylon.
- Het Twentse dorp Losser heeft sinds 1981 een Bruegheliaans Festijn aan het einde van zomervakantie. Ook is er een Brueghelstoet in klederdracht van die tijd.
- Op de Markt in Peer werd een Bruegelmuseum ingericht, met 40 reproducties van Bruegels schilderijen. Er is in Peer ook een Bruegelfietsroute en een Bruegelwandeling met reproducties van speeltoestellen uit De Kinderspelen.[40]
- Op de hoes van het album Greatest Hits uit 1977 van de Britse heavymetalband Black Sabbath staat een afbeelding van De triomf van de dood.
- In 2019 gaf de Koninklijke Munt van België een herdenkingsmunt van € 2 uit voor de 450ste sterfdag van Pieter Bruegel de Oude.
- In de film Solaris uit 1972 van Andrej Tarkovski wordt het schilderij Jagers in de sneeuw minutenlang gedetailleerd in beeld gebracht.

## Voetnoten
1. ↑  De liggeren en andere historische archieven der Antwerpsche sint Lucasgilde] van 1453-1615, bewerkt en uitgegeven door Ph. Rombouts en Th. van Lerius, Antwerpen, 1872-1876, p.175.
2. 1 2 3 4  Nadine M. Orenstein, The Elusive Life of Pieter Bruegel the Elder in: Pieter Bruegel the Elder. Drawings and Prints, ed. Nadine M. Orenstein, The Metropolitan Museum of Art, New York, Yale University Press, New Haven and London, 2001, p. 5
3. ↑  Nadine Orenstein zegt hier duidelijk dat dit een normale leeftijd was om meester te worden, maar dit was geen gildereglement!
4. ↑  Lodovico Guicciardini, Descrittione di tutti i Paesi Bassi, altrimenti detti Germania inferiore (1567, te Antwerpen door Willem Silvius).
5. 1 2  Karel van Mander, Haarlem 1604, fol. 233r. Van Manders tekst zou gebaseerd zijn op mondelinge overdracht van Gillis van Coninxloo. De moeder van Gillis was een zus van de eerste vrouw van Pieter Coecke van Aelst en die was dus een oom van Gillis van Coninxloo. Maar ook als een groot gedeelte van wat Van Mander schreef afkomstig zou zijn van Gillis van Coninxloo blijft het zo dat die voor het grootste gedeelte van de jaren 1560 in Frankrijk verbleef en waarschijnlijk Pieter Bruegel niet zelf gekend heeft. H. Miedema in: Karel van Mander, The Lives of the Illustrious Netherlandish and German Painters, from the First Edition of the Schilder-Boeck. Edited by Hessel Miedema, 6 vols. Doornspijk, 1994-1999., Vol 3, pp.78-79.
6. ↑  Pieter Bruegel (I) op site Rijksbureau voor Kunsthistorische Documentatie.
7. ↑  De Waterschans, 2019/2, blz. 70-77
8. ↑  Jaco Zuijderduijn, "Seeking Pieter Bruegel the Elder’s Father:
Pieter Bruegel the Eldest (†1566), Pensioner in Sint-Janshuis Retirement Home, Bergen op Zoom", in: Early Modern Low Countries, 2020, nr. 1, pp. 82-101. DOI:10.18352/emlc.129
9. ↑  Adolf Monballieu, "P. Bruegel en het altaar van de Mechelse handschoenmakers (1551)", in: Koninklijke kring voor oudheidkunde, letteren en kunst van Mechelen, 1964, p. 92-110
10. ↑  Nadine M. Orenstein, 2001, p. 5, noot 16.
11. ↑  Nadine M. Orenstein, 2001, p. 5, noot 17.
12. ↑  Nils Büttner, 'Quid Siculas sequeris per mille pericula terras?' Ein Beitrag zur biographie Pieter Bruegels d. Ä. und zur Kulturgeschichte der niederländische Italienreise, in: Marburger Jahrbuch für Kunstgeschichte, 2000, p. 209
13. ↑  Leen Huet, Pieter Bruegel. De biografie, 2016, p. 113
14. ↑  Dit zou ook zijn naamgenoot Pieter Bruegel kunnen zijn, een arts en vriend van Ortelius die in Padua had gestudeerd.
15. ↑  Inventaris d.d. 4 januari 1578:
Un quadretto di miniatura la metà fatto per mano sua l'altra di M.° Pietro Brugole (een miniatuur half door Clovio en half door Bruegel)
Un quadro di Leon di Francia a guazzo di mano di M.ro Pietro Brugole (gouache van Lyon)
Una torre di Babilonia fatta di auolio di mano di M.ro Pietro Brugole (Toren van Babel op ivoor)
Un quadro di un albero a guazzo di M.ro Pietro Brugole (gouache van een boom)
Due paesi di Pietro Brugal (twee landschappen)
Tre disegni di Pietro Brugal in paese con molte stampe (drie tekeningen in het land met veel prenten).
In Clovio's testament van 27 december 1577 wordt hiernaar verwezen als quadro babilonie et tribus aliis quadrettis Petri Brugal.
16. 1 2  Nadine M. Orenstein, 2001, pp. 6-7.
17. 1 2  Albert Smeets, Pieter Bruegel de Oude, Leven en werken chronologisch overzicht, in: Vlaanderen. Jaargang 18. Christelijk Vlaams Kunstenaarsverbond, Roeselare 1969.
18. ↑  Katrien Lichtert, New perspectives on Pieter Bruegel the Elder’s journey to Italy (c. 1552-1554/1555) , Oud Holland, 2015, nr. 1, p. 39-54
19. ↑  Het werk is vermeld in de inventaris van Rubens uit 1640 als Den Berg Sint-Godard door den Ouden Bruegel. De volgende eigenaar Pieter Stevens beschreef het als een Gezicht op de Sint-Gotthard, geschilderd door Bruegel in 1563, seer curieux, vande liefhebbers wel bekent.
20. ↑  Elizabeth Alice Honig, Pieter Bruegel and the Idea of Human Nature, 2019, p. 37
21. ↑  Jean Bastiaensen, “De verloving van Pieter Bruegel de Oude. Nieuw licht op de Antwerpse verankering”, Openbaar Kunstbezit Vlaanderen, 51 (2013), no. 1: 26-27.
22. ↑  Jean Bastiaensen, “Waar woonde Pieter Bruegel de Oude in Brussel?”, Openbaar Kunstbezit Vlaanderen, 54 (2016), no. 3: 22-27.
23. ↑  R. Marijnissen en H. Rombaut, ‘Bruegel’, Koninklijke Academieën van België. Nationaal Biografisch Woordenboek, Brussel, XIX (2009), col. 120.
24. ↑  Johan R.J. De Wilde, "De kunstverzameling van de Bruegelliefhebber Nicolaes Vanden Brande (Brussel, 1622)" in: Brusselse Cahiers, 2022, nr. 1, p. 26-27. DOI:10.3917/brux.053.0017
25. ↑  Alphonse Wauters, "La famille Bruegel" in: Annales de la Société d'Archéologie de Bruxelles, 1888, p. 11: Eodem die, per eosdem es geresolveert dat men meesteren Peeteren van Bruegel sal ontslaen van de Spaenschen soldaden binnen zynen huyse wesende, zoo verre doenlyck zy, ende dat den Rentmeesteren deser stadt den selven Breugel zullen beschincken met zekere gratuiteyt, ten eynde hy zyne neringe en exercitie binnen dese stadt blyve continueren.
26. ↑  Edmond Roobaert, "Schildersambacht en stadsmagistraat te Brussel in de 16de eeuw", in: Eigen Schoon en de Brabander, 2008, p. 214-217
27. ↑  Van Mander vermeldt ook leedwezen als mogelijk motief: Veel vreemde versieringhen van sinnekens sietmen van zijn drollen in Print: maer hadder noch seer veel net en suyver geteyckent met eenighe schriften by, welcke ten deele al te seer bijtigh oft schimpich wesende, hy in zijn doot-sieckte door zijn Huysvrouwe liet verbranden, door leetwesen, oft vreesende sy daer door in lijden quaem, oft yet te verantwoorden mocht hebben.
28. ↑  Drol komt niet voor in het Middelnederlands tenzij in de betekenis van trol, kobold, kaboutermannetje. MNW: Middelnederlandsch Woordenboek. Red. E. Verwijs en J.Verdam. ’s-Gravenhage: Martinus Nijhoff, 1885-1952. Van Mander moet hier aan het Franse drôle of grappig gedacht hebben.
29. ↑  Nadine M. Orenstein, 2001, pp. 9-10.
30. ↑  Deze werken liggen aan de basis van de huidige collectie van het Kunsthistorisches Museum in Wenen.
31. ↑  A.J. van der Aa, Biographisch woordenboek der Nederlanden. Deel 2. Derde en vierde stuk. J.J. van Brederode, Haarlem 1855, p. 1292.
32. ↑  August Vermeylen, Onze grote interviews. Een half uur met Pieter Bruegel in: Verzameld werk. Deel 2 (red. Herman Teirlinck en anderen). Uitgeversmaatschappij A. Manteau, Brussel 1951, pp. 541-545.
33. ↑  Todd M. Richardson, Pieter Bruegel the Elder: Art Discourse in the Sixtheent century Netherlands, Ashgate Publishing ltd., Franham, 2011, pp. 35, 39, die hem “de beste schilder van zijn tijd” noemde.
34. ↑  Walter S. Melion, Shaping the Netherlandish Canon: Karel Van Mander’s Schilder-boeck, University of Chicago Press, 1991, pp. 177-178.
35. ↑  W. Vanbeselaere, Pieter Bruegel, inleiding, in: Vlaanderen. Jaargang 18. Christelijk Vlaams Kunstenaarsverbond, Roeselare 1969. p. 1
36. ↑  Barbara Buts, Joseph Leo Koerner, The Printed World of Pieter Bruegel the Elder, The Saint Louis Art Museum, April 4 – June 25, 1995, p. 4.
37. ↑  Dauwrauw. Een bruegeliaans landschap.
38. ↑  Standbeeld Bruegel Kapellekerk. Gearchiveerd op 8 mei 2021. Geraadpleegd op 8 mei 2021.
39. ↑  "Bruegelbeeld na jaren getouwtrek ingehuldigd", BRUZZ, 20 november 2015.
40. ↑  Gunter Hauspie, De grote Bruegel Atlas, Lannoo, 2020, pag. 17-20

- Auckland Art Gallery Toi o Tāmaki: 8473
- Bibsys: 90161017
- Biblioteca Nacional de España: XX897754
- Bibliothèque nationale de France: cb11935800w (data)
- Biografisch Portaal: 15144804
- Catàleg d'autoritats de noms i títols de Catalunya: 981058520237806706
- CiNii: DA16310674
- Digitale Bibliotheek voor de Nederlandse Letteren: brue001
- Gemeinsame Normdatei: 118674013
- International Standard Name Identifier: 0000 0001 2144 3618
- KulturNav: ac08f1cf-f7b2-42e6-a5db-d04528e7de5f
- Library of Congress Control Number: n80162848
- Nationale Bibliotheek van Letland: 000036118
- MusicBrainz: 12648473-6eba-42b6-9b7d-4c5e729dc544
- Bibliotheek van het Japanse parlement: 00434619
- National Gallery of Victoria: 6341
- Nationale Bibliotheek van Tsjechië: jn19981000340
- Nationale bibliotheek van Australië: 36158631
- Nationale Bibliotheek van Israël: 987007259000705171
- Nationale Bibliotheek van Polen: a0000001178375
- Nationale en Universitaire bibliotheek Zagreb: 000053786
- Nederlandse Thesaurus van Auteursnamen: 068701462
- RKD-Nederlands Instituut voor Kunstgeschiedenis: 13292
- Russische Staatsbibliotheek: 000063559
- Istituto Centrale per il Catalogo Unico: BVEV003577
- LIBRIS: 179406
- SNAC: w6474bvb
- Système universitaire de documentation: 027281930
- Trove: 1221615
- Union List of Artist Names: 500013247
- Virtual International Authority File: 95761864
- WorldCat: E39PBJxhpWJ78m9tb6h3mmxkXd